# Де Росси, Джованни Антонио (архитектор)
Джованни Антонио Де Росси (итал. Giovanni Antonio De Rossi; 8 января 1616, Рим — 9 октября 1695, Рим) — итальянский архитектор, представитель второго поколения мастеров римского барокко.

## Биография
Джованни Антонио происходил из семьи римских каменщиков. В 1636 году стал членом римской Академии Святого Луки. Позднее он занимал многие государственные должности, такие как: архитектор больниц Сан-Рокко и Сан-Сальваторе (1647), смотритель Апостольской палаты (1644—1655, совместно с Карло Райнальди), смотритель папских дворцов (1671, с Дж. Л. Бернини). Обширность его заданий, которыми он должен был руководить одновременно, вызвала необходимость сотрудничества с другими известными художниками. Так, совместная работа с Райнальди была связана с заданиями в Ватикане и в замке Сант-Анджело, затем с восстановлением стен Рима от Порта Портезе до Порта Сан-Панкрацио, вместе с Бернини он руководил реставрацией папского дворца в Кастель-Гандольфо, как и базилики Сан-Джованни-ин-Латерано. Его последнее назначение состоялось в 1695 году при участии архитекторов Карло Фонтаны и Маттиа Де Росси для оценки проектов капеллы в церкви Иль-Джезу.
Под тем же именем, Джованни Антонио Де Росси (1517—1575), известен итальянский художник-медальер и резчик по камню. Работал в Милане, с 1543 года — в Венеции, с 1546 — в Риме. С 1560 года возглавлял Монетный двор папы римского Пия IV. Известны и другие художники-тёзки Джованни Антонио.

## Основные работы архитектора
- Палаццо Нуньес-Торлония в Риме. Офорт 1690 г.
- Палаццо Альтьери, Рим
- Палаццо Бонапарте, Рим
- Церковь Сан-Панталео, Рим. Перестройка интерьера